# Wojciech Bobowski
Wojciech Bobowski o Ali Ufki (anche Alberto Bobovio, Albertus Bobovius, Ali Bey, Santurî Ali Ufki) (Bobowa, 1610 – 1675) è stato un musicista, poeta, pittore e dragomanno polacco.
Traduce la Bibbia nella lingua turca ottomana, compone un Salterio ottomano (parziale) basato sul Salterio ginevrino, e scrive una grammatica della lingua turca ottomana. Le sue composizioni musicali sono considerate fra le più importanti della musica ottomana del XVII secolo.

## Biografia
Bobowski nasce polacco a Bobowa nei pressi di Gorlice. Cresce in una famiglia cristiana riformata (calvinista) e inizia la sua carriera come musicista di chiesa. Durante l’invasione dei Tatari nel 1638 viene catturato, ridotto in schiavitù e portato ad Istanbul. A causa della sua istruzione musicale, essendo in grado di leggere e scrivere spartiti musicali, viene venduto. al servizio della corte del sultano Murad IV (e più tardi Ibrahim I e Mehmed IV) dove si converte all’Islam e diventa noto come Alī Ufqī. Alla corte serve come interprete (dragomanno), tesoriere e musicista personale del sultano. Pare sapesse padroneggiare sedici lingue, oltre al polacco ed al turco, anche l’arabo, il francese, il tedesco, il greco, l’ebraico, l’italiano ed il latino. Intorno al 1657, circa 19 di residenza nel palazzo di Topkapi, riconquista la sua libertà durante un viaggio in Egitto e si stabilisce per un certo tempo in Egitto. È anche probabile che si sia recato in pellegrinaggio a La Mecca. Dopo la sua liberazione, diventa uno dei più importanti dragomanni (diplomatico ed interprete) dell’Impero ottomano. Ritorna infine alla corte polacca del re Giovanni II Casimiro di Polonia.

## Opere

### Traduzione della Bibbia in turco
Bobowski, ora Ufki, dopo essere cresciuto cristiano e poi convertitosi all’Islam. diventa profondamente interessato a questioni religiose. Traduce il Catechismo anglicano nella lingua turca ottomana e scrive in latino una presentazione dell'Islam nel tentativo di aumentare la comprensione reciproca fra le due culture
La traduzione della Bibbia in lingua turca ottomana, da lui curata, conosciuta come la Kitabı Mukaddes ("Libro santo") è stata per lungo tempo considerata l'unica Bibbia completa in lingua turca. Nel 2002 è stata pubblicata una nuova versione, ma la traduzione del XVII secolo, sottoposta a revisioni minori nel corso del tempo e scritta in caratteri latini, è ancora usata.

### Il Salterio
Essendo cresciuto in una famiglia protestante di tradizione calvinista, Bobowski aveva familiarità con il canto dei Salmi ginevrini. Questa esperienza ha esercitato una grande influenza sulla sua composizione di 14 salmi cantati in lingua turca. In questa piccola collezione di Salmi, conosciuta come Mezmurlar, e pubblicata nel 1665, Ali Ufki fa uso delle melodie originali del Salterio ginevrino. Le classifica facendo uso del sistema modale turco e ne traduce i testi in lingua turca ottomana. A causa di certe caratteristiche della prosodia francese, le melodie ginevrine tendono ad avere una melodia asimmetrica, il che le rende più simili alla musica mediorientale che ad altra musica europea. L’intensità ritmica è verosimilmente una delle più importanti caratteristiche condivise, ed il loro carattere modale facilita la loro trasformazione in modi turchi, e questo può essere fatto solo con lievi cambiamenti nell'intonazione. Le versioni di Ali Ufki dei Salmi sono relativamente semplici. In esse si presta particolare attenzione ad assicurarsi che le parole siano facili da comprendere e la musica ne è solo lo sfondo. Nel 2005 i King’s Singers hanno pubblicato un CD dal titolo “Sacred Bridges” che include la registrazione del Salmi 5, 6 e 9, del Salterio dell’Ufki. L'artista Dunya ha pure prodotto nel 2011 un CD che raccoglie i Salmi adattati dal Bobowski..

### Antologie musicali
Fra le sue opere notevoli è la pubblicazione di due antologie manoscritte di musica ottomana, conosciute come Mecmûa-i Sâz ü Söz (Collezione di opere strumentali e vocali). Queste antologie contengono pezzi sia sacri che profani, come pure canti tradizionali turchi. Ne sopravvivono solo più due copie manoscritte, nella British Library e nella Biblioteca nazionale di Francia. Queste opere preservano oggi centinaia di reperti classici musicali turchi ed è il primo esempio di notazione musicale occidentale applicata alla musica turca.

### Altre opere
Nel 1666 Bobowski scrive pure una grammatica della lingua turca ottomana e traduce in turco opere di Ugo Grozio e Comenio.